# Congregación del Oratorio de San Felipe Neri
La Congregación del Oratorio de San Felipe Neri (Congregatio Oratorii Sancti Philippi Nerii) es una congregación de sacerdotes seculares y de seglares iniciada por San Felipe Neri (1515-1595) cerca de la iglesia de Santa María en Vallicella (Roma) y erigida en 1575 por la bula Copiosus in misericordia Deus, de Gregorio XIII.
Su característica más original es la libertad: sacerdotes y seglares oratorianos no están atados por ningún voto o promesa que implique compromiso. Cada oratorio es imitación del modelo fundado por San Felipe Neri, y del todo autónomo de los demás.

## Historia
Felipe Neri se ordenó sacerdote el 23 de mayo de 1551. Quienes rodeaban a Felipe Neri en los años 1553-1555 comenzaron a formar un grupo estable en reuniones que paulatinamente dieron lugar a la constitución del «Oratorio». Las reuniones se tornaron cada vez más numerosas hasta que en 1564 Felipe aceptó la petición de mercaderes y políticos florentinos para el curato de la iglesia de San Juan de los Florentinos. Se formó una comunidad de presbíteros y de laicos sin que quedasen ligados por votos religiosos, sino con los solos vínculos de la mutua caridad. Tampoco quiso que las casas de varias ciudades se uniesen para formar un solo cuerpo, sino que todas se gobernasen separadamente con total independencia unas de otras. Sin embargo, en todas se observaba un mismo espíritu y celo en las prácticas espirituales.

El Oratorio será la concreción de esta visión de la religiosidad. Nacido de las reuniones en la habitación de Felipe en San Gerónimo y finalmente constituido en la Vallicella. La fórmula que utiliza su fundador es sencilla, pudiéndose adaptar a los distintos niveles culturales: no se utiliza el púlpito para los sermones, se tienen de manera llana y dialogada. Felipe Neri no quiso nunca instituir formalmente una nueva orden religiosa. Por ello, no constituyó con votos u otros vínculos jurídicos una comunidad, a pesar de que la bula de reconocimiento de la Congregación por parte de Gregorio XIII preveía la redacción de reglas y constituciones. Esta falta de concreción provocó que se generaran tensiones dentro de la propia comunidad entre aquellos que querían la libertad completa y los que defendían la necesidad de una organización casi monacal. Finalmente, desaparecido el fundador, las constituciones de la congregación fueron aprobadas en 1612, con un equilibrio entre las exigencias de tipo institucional y el ideal filipense de libertad, tanto para sus integrantes como para cada una de las congregaciones. Una autonomía que ha constituido la singularidad de los oratorios filipenses hasta nuestros días.
Juan Miguel Blay Martí

Vio el santo dilatar su congregación de la que fue general por varios pueblos de la cristiandad y aun después de su muerte acaecida en 1595 unos meses antes de cumplir los ochenta años de edad, se extendió mucho más, en especial por Italia y España. Uno de sus primeros y más distinguidos discípulos fue el célebre cardenal César Baronio, y en el siglo XIX adquirió gran fama el sabio y padre Augusto José Alfonso Gratry. El Oratorio fue introducido en Francia por el cardenal Pierre de Berulle.
Esta Congregación fue aprobada por Gregorio XIII y Paulo V confirmó las constituciones en 1612.

## La congregación en la actualidad
Hoy existen 86 comunidades, que constituyen la Confederación del Oratorio, y aunque son autónomas, comparten lazos espirituales y las constituciones Christifidelium quorumlibet, aprobadas por el papa Paulo V el 24 de febrero de 1612.
Están presentes en veinte naciones: 57 congregaciones en Europa, 27 en Norteamérica, Centroamérica, América del Sur, Las Antillas y 2 en África, con un total de 470 miembros, a los cuales hay que sumar 80 principiantes y un número de aspirantes cercano a los 100.
La confederación está organizada por áreas lingüísticas o geográficas representadas en la Diputación Permanente: 1 Italia y Francia, 2 España, 3 Polonia, 4 Canadá, Inglaterra y África, 5 Estados Unidos de América, 6 América Latina (3 en Colombia) (México) (América del Sur), 7 Alemania, Austria, Países Bajos y Lituania.

### Oratorios por países
En Colombia
Oratorio de San Felipe Neri Bogotá, Cundinamarca.
- Oratorio de San Felipe Neri Pasto, Nariño
- Oratorio de San Felipe Neri Ipiales, Nariño

En España
- Oratorio de San Felipe Neri en Albacete
- Oratorio de San Felipe Neri en Alcalá de Henares
- Oratorio de San Felipe Neri en Cádiz
- Oratorio de San Felipe Neri en Córdoba
- Oratorio de San Felipe Neri en Cuenca
- Oratorio de San Felipe Neri en Sevilla
- Oratorio de San Felipe Neri en Toledo
- Oratorio de San Felipe Neri en Valladolid

En México
- Oratorio de San Felipe Neri en Ciudad de México
- Oratorio de San Felipe Neri en Ciudad de Puebla
- Oratorio de San Felipe Neri en Orizaba
- Oratorio de San Felipe Neri en San Miguel Allende
- Oratorio de San Felipe Neri en Guanajuato
- Oratorio de San Felipe Neri en León

En Panamá
- Oratorio San Felipe Neri en Casco Antiguo[4]

## Oratorianos reconocidos
- Teodoro de Almeida
- Pedro José Bravo de Lagunas y Castilla Altamirano
- César Chesneau Dumarsais
- Joseph Fouché
- Auguste Joseph Alphonse Gratry
- Achille Harlay de Sancy
- Salvio Huix Miralpéix
- Luis Felipe Neri de Alfaro
- Nicolas Malebranche
- Jean-Baptiste Massillon
- Pierfrancesco Scarampi
- Richard Simon
- Ambrose St. John
- Tomás Luis de Victoria
- John Henry Newman
- Tomás Vicente Tosca
- Francis Xavier Morgan
- José Oriol
- José Vaz
- José Roca y Ponsa